# Georges Lamarque
Pour les articles homonymes, voir Lamarque.
Georges Lamarque, né le 1er novembre 1914 à Albertville (Savoie) et fusillé le 8 septembre 1944 à Luze (Haute-Saône), est un résistant français. Membre du réseau de renseignement Alliance, il est Compagnon de la Libération à titre posthume par décret du 7 août 1945, Chevalier de la Légion d'honneur, titulaire de la Croix de guerre 1939-1945 et de la Médaille de la Résistance.

## Biographie

### Jeunesse et études
Il est le fils de Georges Lamarque, professeur agrégé de philosophie, mort pour la France en septembre 1914 juste avant la naissance de son fils qui va recevoir le même prénom que son père.
Ancien du Lycée Henri-IV, il est reçu (comme son père) à l'École normale supérieure de la rue d'Ulm à Paris dont il sort agrégé de mathématiques en 1938. Il suit également des cours à l'École libre des sciences politiques, où il côtoie notamment Jeannie de Clarens. Mobilisé en 1939 comme officier d'artillerie dans la DCA, il sera blessé lors de la retraite de juin 1940 et décoré de la Croix de guerre.

### Parcours professionnel
Échappant à la captivité et refusant l'armistice, il va faire partie brièvement du réseau de résistance « Étoile » rapidement démantelé. Revenu à la vie civile, il est détaché par son ministère au Centre national des Compagnons de France dont il devient inspecteur général ; le centre est alors installé alors au château de Crépieux-la-Pape (alors commune autonome de l'Ain).
Il est recruté par Léon Faye, chef de l'état-major du réseau de renseignement Alliance début 1942,. Alias « Pétrel », il prend la direction du service radio du réseau après octobre de la même année. En novembre, l'idée émerge de faire basculer l'ensemble des Compagnons de France, menacés de dissolution par le régime de Vichy, dans la résistance, potentiellement armée. Guillaume de Tournemire, chef des Compagnons, valide le futur recrutement de ses troupes, qui représentent alors 17 000 hommes ; Lamarque est chargé par la chef du réseau, Marie-Madeleine Fourcade, de prendre la tête de ce sous-réseau, baptisé « Druides », qu'il dirige sous son nouvel alias « Brenn » ; il est détaché du service radio début 1943.
En juin 1943, à la demande des autorités anglaises, il fait un aller-retour en avion jusqu'à Londres pour formation. Il transmet également le mois suivant le rapport de Jeannie Rousseau, un de ses agents, concernant les armes secrètes V1 et V2, rapport qui convainc les Britanniques de l'existence de ces armes (que la Résistance danoise avait déjà évoquée) et de la nécessité de les détruire. Lamarque échappe durant l'année 1943 aux grandes vagues d'arrestation qui frappent le réseau principal, Léon Faye étant notamment capturé en septembre. Lorsque l'Alliance est dirigée après septembre par Paul Bernard, ce dernier écarte Lamarque de l'état-major. 
En janvier 1944, les Compagnons sont dissous par Vichy, ce qui annule le projet de les armer et de les entraîner en prévision de la Libération. Paul Bernard est arrêté en mars ; Lamarque, sur ordre de Marie-Madeleine Fourcade, basée à Londres, entreprend de continuer le renseignement avec les « Druides », quadrillant l'ensemble du territoire pour pallier la baisse des effectifs due à la lutte que mènent les Allemands contre l'Alliance et ses membres. En avril, c'est Jeannie Rousseau qui est arrêtée et déportée. En juillet, Marie-Madeleine Fourcade revient en France, afin de reprendre la tête du réseau et de mettre fin aux dissensions à sa tête ; Lamarque la récupère à Marseille et tous deux remontent à Paris. 
Au cours de la Libération de la France, Lamarque suit Fourcade à Paris, puis vers l'Est, où leur PC est transféré ; il s'installe dans la région de Nancy pour continuer le renseignement et reste dès lors avec deux camarades (Louis de Clercq, son chef d'état-major, et Clément Defer, son radio) derrière les lignes ennemies pour renseigner les Alliés par radio. Le 8 septembre 1944, leurs émissions sont repérées dans le village de Luze ; pour éviter des représailles contre les villageois, ils se laissent arrêter volontairement au lieu de s'enfuir et sont fusillés le soir même dans un champ voisin. Georges Lamarque a été inhumé au cimetière de Luze et son corps a été ultérieurement transféré au cimetière de Bassens (Savoie).

## Hommages

### Établissements scolaires portant son nom
- En 1946, Marcel Payan (1909-2006), fondateur du Centre d'apprentissage public des métiers du bâtiment, de la métallurgie et de l'automobile (sis boulevard des Eucalyptus à Nice (Alpes-Maritimes), baptisa ce centre du nom de « Georges Lamarque » en mémoire de ce héros de la Résistance. L'association des anciens élèves fit apposer une plaque en marbre à sa mémoire après que le « Centre Georges Lamarque » soit devenu en 1964 le Lycée des Eucalyptus[14].
- Le lycée installé au château de la Pape à Crépieux-la-Pape porte aussi son nom, ainsi que l'école communale de Grézieu-la-Varenne (Rhône).

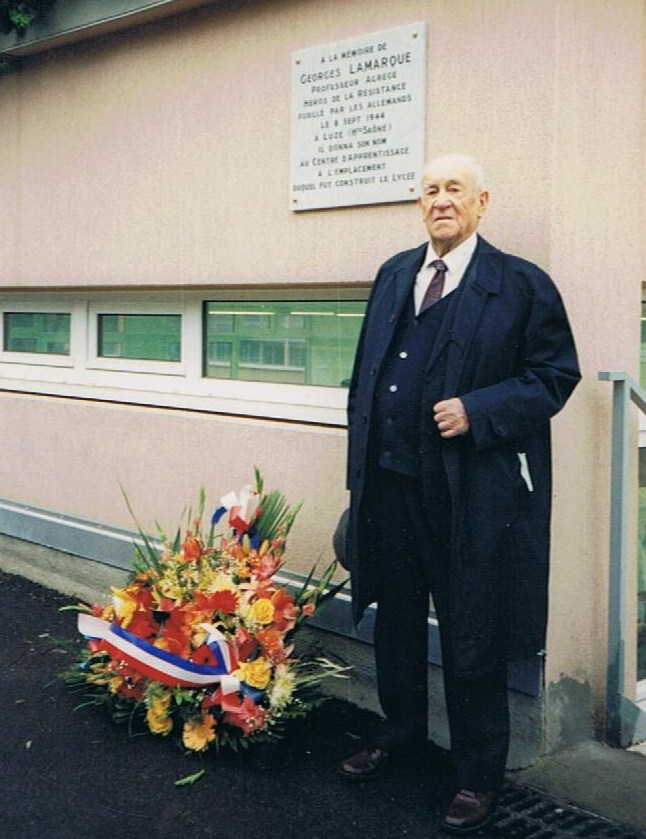
Inauguration de la plaque.
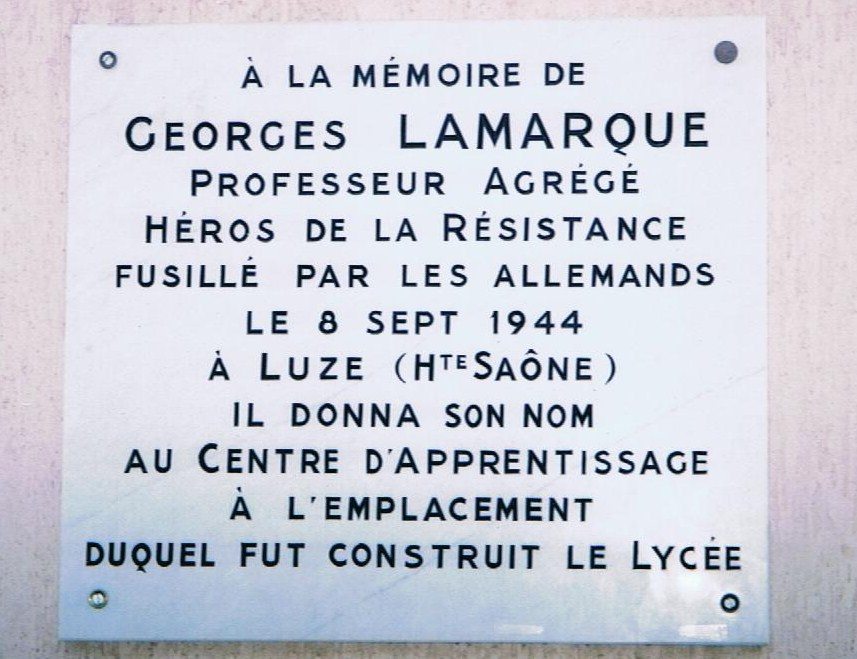
Lycée des Eucalyptus à Nice.

### Autres
- À Paris, le square Georges-Lamarque lui rend hommage.
- A Bassens (Savoie), une rue porte son nom.

## Décorations
- Chevalier de la Légion d'honneur
- Compagnon de la Libération à titre posthume par décret du 7 août 1945
- Croix de guerre 1939–1945
- Médaille de la Résistance française (15 octobre 1945)[15]